# Colin Fleming
Colin Fleming (* 13. srpna 1984, Broxburn, Skotsko, Spojené království) je současný skotský profesionální tenista. Ve své dosavadní kariéře vyhrál 2 turnaje ATP ve čtyřhře.

## Finálové účasti na turnajích ATP (2)

### Čtyřhra - vítězství (2)
| Legenda                                                       |
| ATP International Series Gold / ATP World Tour 500 Series (0) |
| ATP International Series / ATP World Tour 250 Series (2)      |

| Č. | Datum            | Turnaj           | Povrch | Partner     | Soupeři ve finále             | Výsledek       |
| 1. | 27. září 2009    | Méty, Francie    | tvrdý  | Ken Skupski | Arnaud Clément Michaël Llodra | 2-6, 6-4, 10-5 |
| 2. | 1. listopad 2009 | Petrohrad, Rusko | tvrdý  | Ken Skupski | Jérémy Chardy Richard Gasquet | 2-6, 7-5, 10-4 |

## Davisův pohár
Colin Fleming se zúčastnil 1 zápasu v Davisově poháru  za tým Velké Británie s bilancí 0-1 ve čtyřhře.

## Postavení na žebříčku ATP na konci sezóny

### Dvouhra
| Rok    | 2003  | 2004    | 2005   | 2006   | 2007 | 2008   |
| Pořadí | 1082. | ▲ 1253. | ▲ 444. | ▼ 552. | ▼ -. | ▲ 668. |

### Čtyřhra
| Rok    | 2004  | 2005   | 2006   | 2007 | 2008   |
| Pořadí | 1386. | ▲ 295. | ▲ 216. | ▼ -. | ▲ 422. |